# Liebherr

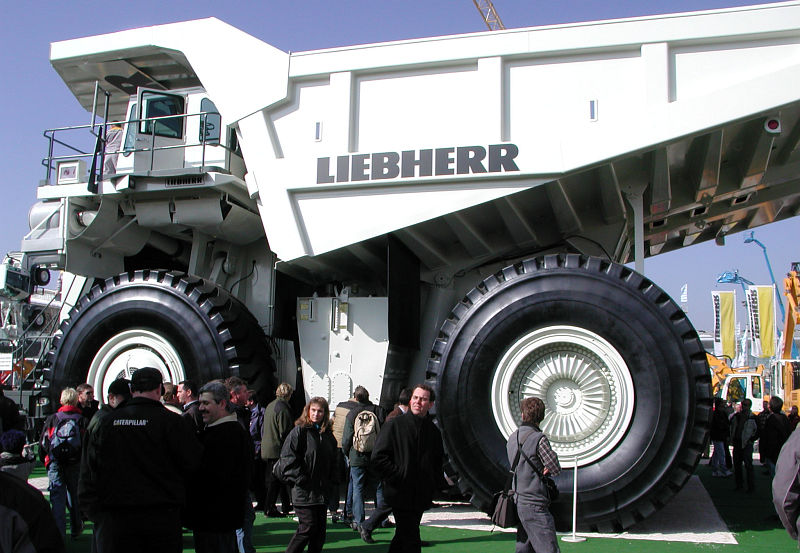
Liebherr T 282B da miniera

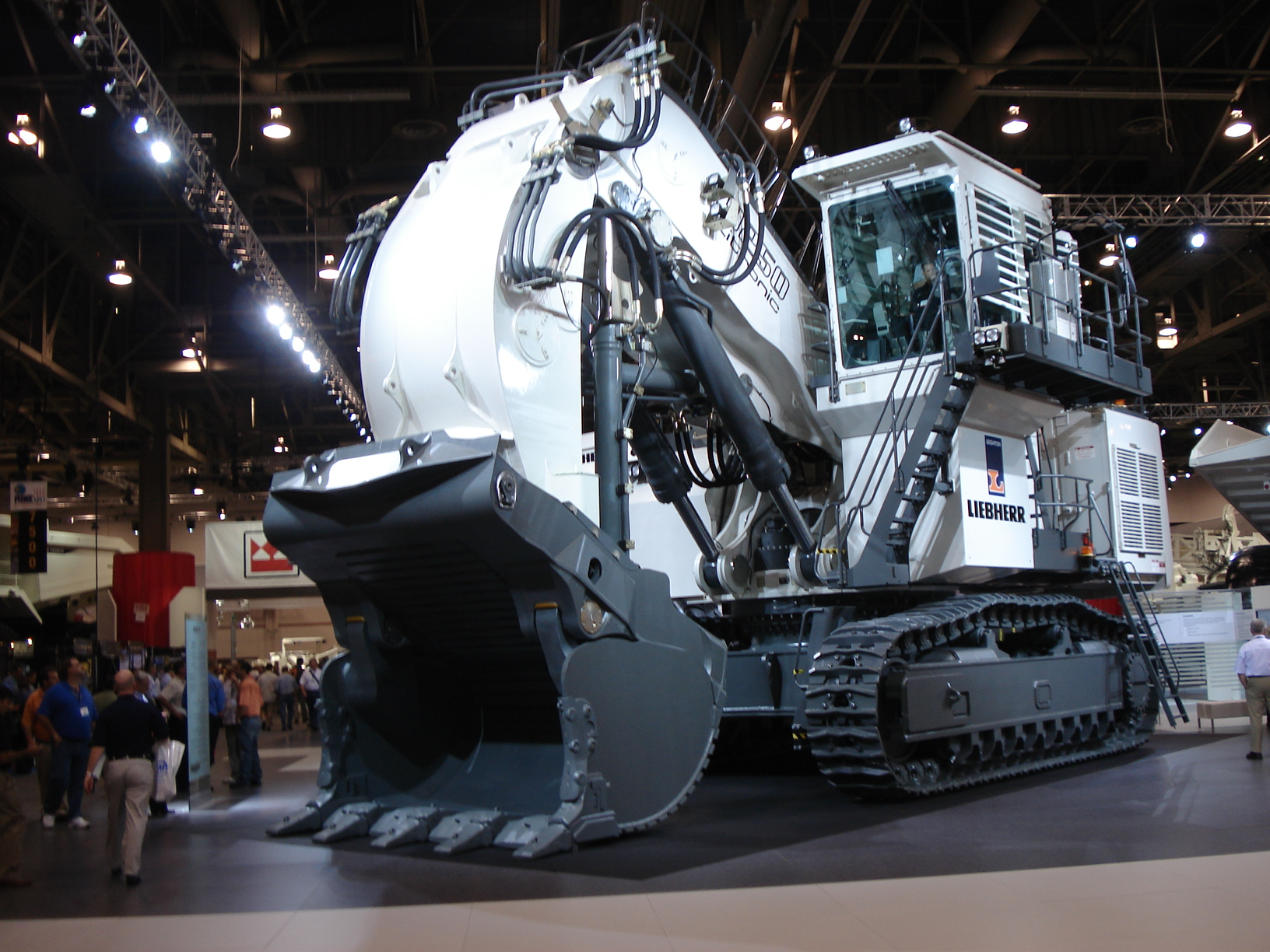
Escavatore da miniera Liebherr

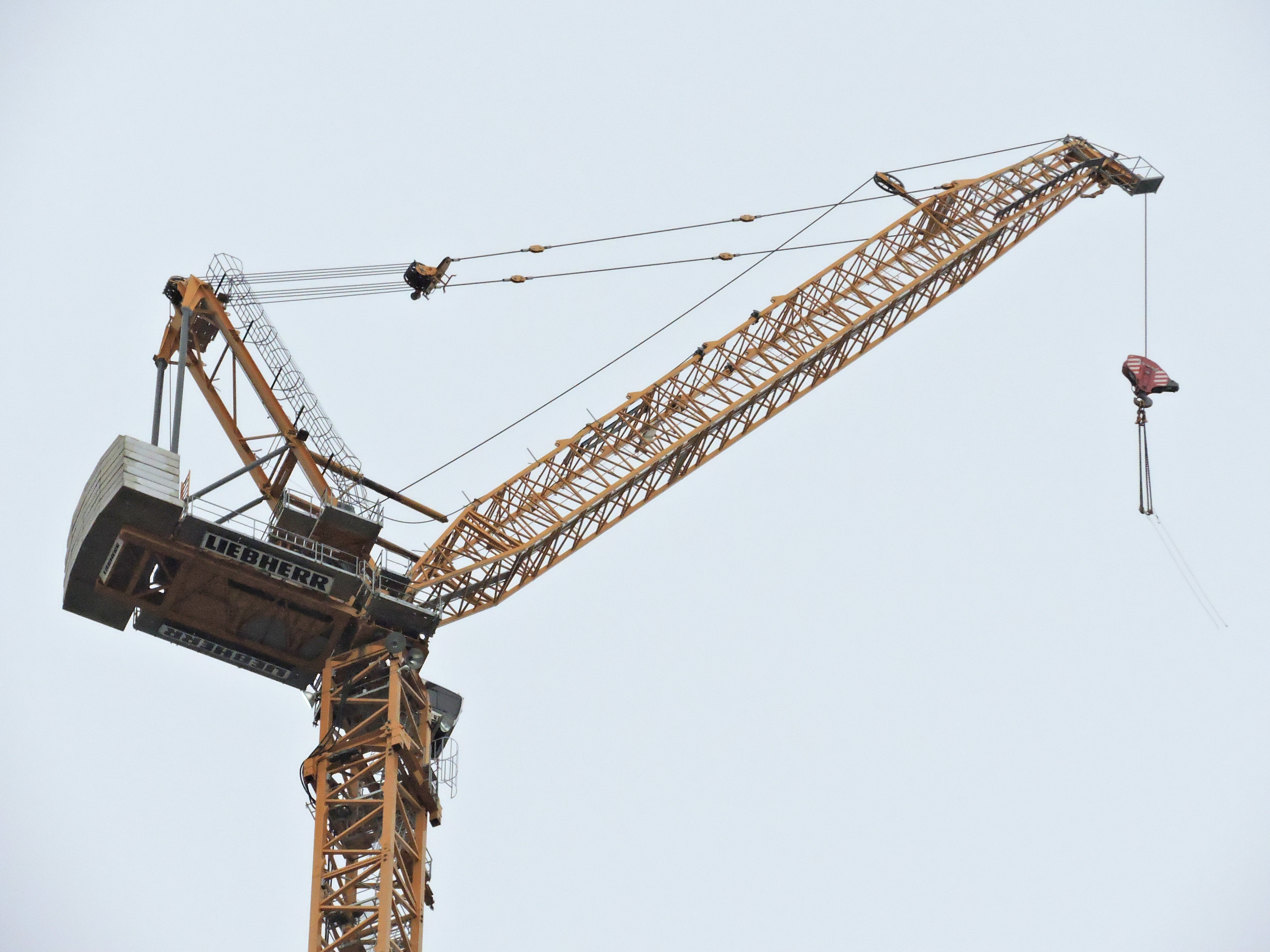
Gru a torre Liebherr-710 HC-L 32/64 Litronic

Liebherr è un gruppo industriale situato in Svizzera fondato in Germania nel 1949 da Hans Liebherr a Kirchdorf an der Iller, Baden-Württemberg. La proprietà dell'azienda è attualmente tenuta da Isolde e Willi Liebherr e in seconda da Sophie Albrecht, Jan Liebherr, Patricia Rüf e Stéfanie Wohlfarth di terza generazione. La sede principale è a Bulle in Svizzera.
Inizialmente dedicata alla produzione di gru, successivamente ha esteso il suo interesse nella produzione di componenti per aeroplani ed elettrodomestici come frigoriferi e congelatori. La compagnia è il maggior fornitore di componenti per Airbus, oltre a produrre alcuni degli strumenti da scavo più grandi del mondo come pale caricatrici, escavatori e autocarri di grandi dimensioni.
Negli anni, gli affari della famiglia Liebherr sono cresciuti enormemente, al punto che oggi è costituita come un gruppo di compagnie, che impiegano 40.839 lavoratori, sparsi in più di 130 società distribuite in tutti i continenti. 
Il 49,2% del fatturato è in Europa occidentale.

## Storia
Nel 1938 Hans Liebherr prese in mano le redini di un'impresa edile situata presso Kirchdorf an der Iller, Landkreis Biberach in Germania meridionale. Al ritorno dalla Seconda Guerra Mondiale inventò una gru mobile girevole per lavori in cantieri edili di piccole dimensioni, il modello TK 10, che poteva essere montato in poche ore. Lo presentò alla Frankfurter Herbstmesse. Nel 1953 fu costruito il primo escavatore idraulico del continente: il modello L300 pesava solamente 7,5 tonnellate e aveva la capacità di perforare il terreno con un cilindro idraulico con maggiore potenza rispetto ai modelli abitualmente usati all'epoca.
In quegli anni Liebherr si interessa ai sistemi refrigeranti. Dopo aver fornito componenti, dal 1954 vengono creati i primi frigoriferi a marchio Liebherr a Ochsenhausen.
Nel 1954 seguì la costruzione di una seconda fabbrica di produzione di gru a Biberach an der Riß e nel 1958 l'azienda arrivò ad avere 2000 operai. Nello stesso anno seguì l'apertura di una sede estera in Irlanda. Nel 1960 inizia a Lindenberg im Allgäu l'attività di riparazione di apparati aeronautici e idraulici per la Bundeswehr. Viene creata la Liebherr Aerospace. Nello stesso anno viene aperta in Austria a Bischofshofen la fabbrica di pale caricatrici.
Nel 1964 la Liebherr era arrivata a coprire il 60% del mercato produttivo di gru in Germania. Nel 1969 inizia a Ehingen (Donau) la produzione di autogrù, e negli anni '70 in USA la produzione di mezzi d'opera e in Brasile. In Unione Sovietica inizia la produzione di automobili con alto costruttore locale. Nel 1974 la produzione è per il 44 % all'estero e i ricavi per il 53 %, con 8.500 dipendenti.
Nel 1982 la sede dell´azienda fu trasferita in Svizzera per evitare il pagamento delle tasse di successione presenti in Germania. Alla scomparsa del fondatore della ditta, Hans Liebherr, nel 1993 la ditta dava lavoro in Germania a più di 9.000 persone e aveva un attivo di circa 2,5 miliardi di Euro.
L'azienda passò ai figli Isolde e Willi Liebherr.

## Prodotti
- Gru, autogrù come la Liebherr LTM 11200 e Liebherr LG 1750, gru portuali, gru marittime per piattaforma petrolifera
- Autobetoniere, impianti betonaggio e riciclaggio
- Escavatori come il A 904 C Litronic, pale caricatrici, bulldozer, caricatori telescopici, perforatrice, mezzi d'opera come il Liebherr T282, gru marittime.
- motori Diesel e apparati per trasmissioni, sistemi sterzanti, cilindri idraulici, elettronica.
- Componenti per aerospazio civile e militare (Liebherr-Aerospace)[12] (Embraer 190, Comac C919 e motori Rolls-Royce plc).
- Nastri trasportatori e impianti per cave.
- Macchine Utensili a controllo numerico. (Dentatrice, Rettificatrice, Stozzatrice)

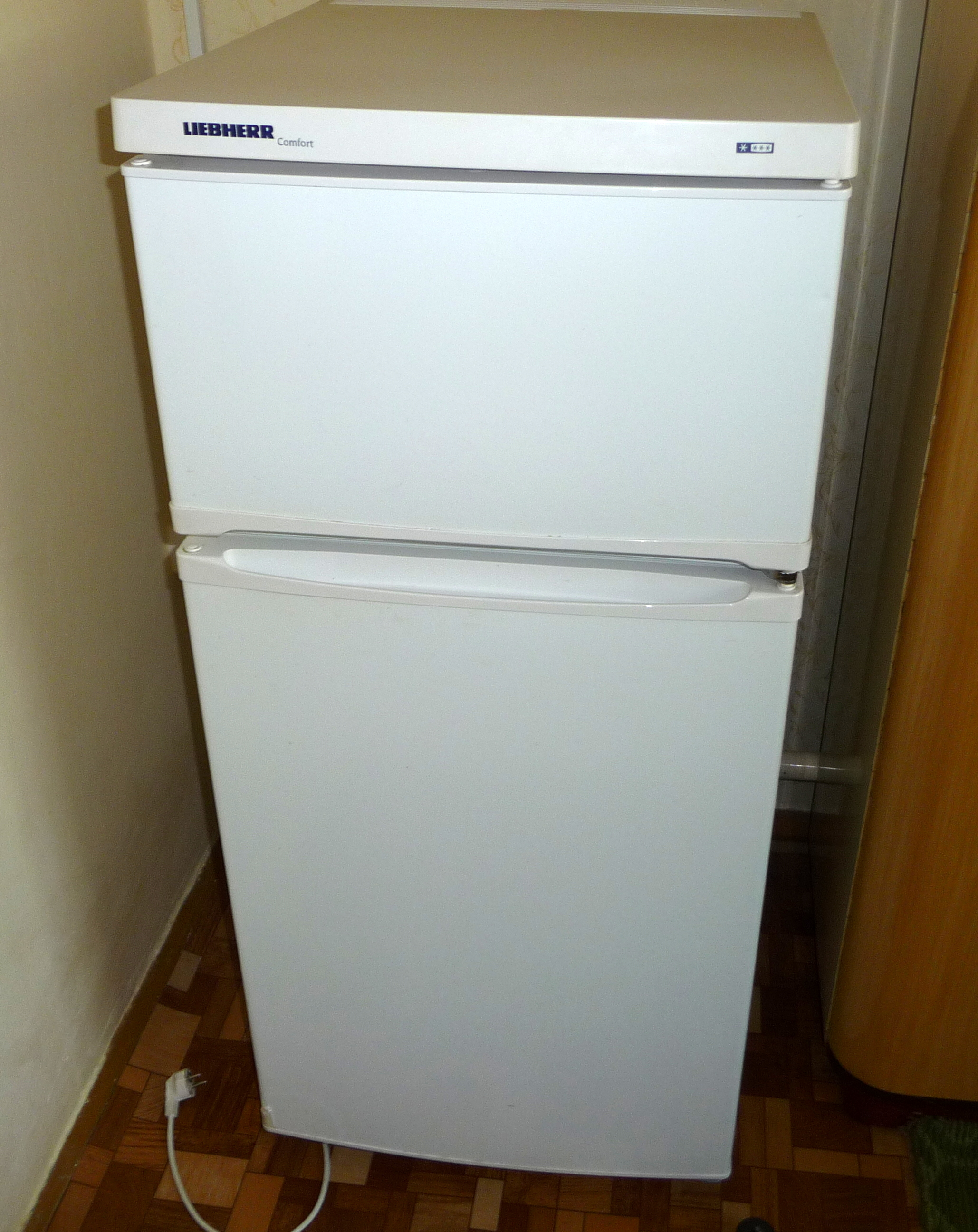
Frigorifero Liebherr

- elettrodomestici, frigoriferi.

## Liebherr-Hotels

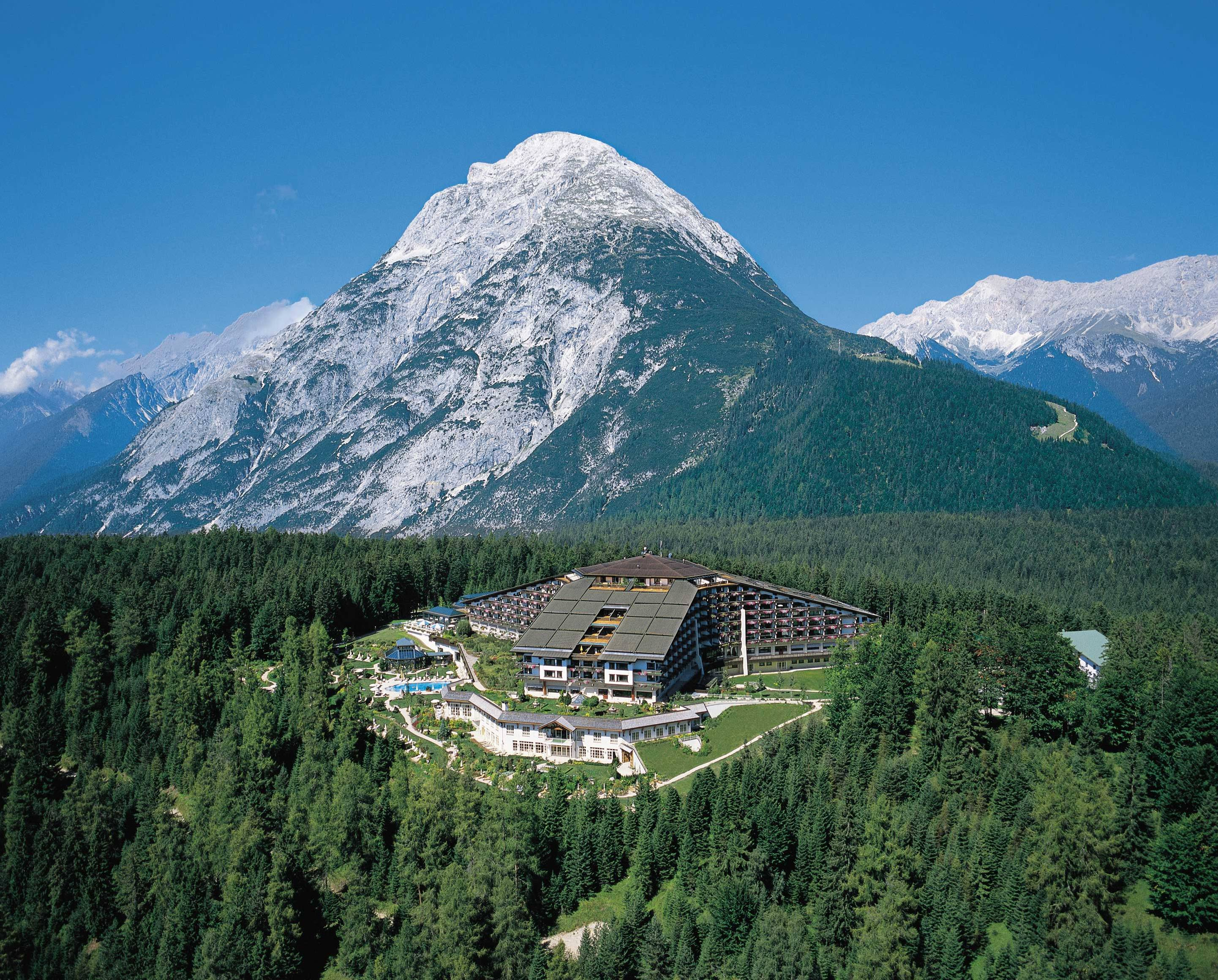
Interalpen-Hotel Tyrol ai piedi del Hohe Munde

Il gruppo controlla sei hotel in Irlanda, Austria e Germania per un totale di 1.450 posti letto. A capo della divisione vi è da sette anni Isolde Liebherr.
Irlanda
- Hotel Europe
- The Dunloe
- Ard na Sidhe Country House

Austria
- Interalpen-Hotel Tyrol
- Löwen-Hotel Schruns

Germania
- Hotel Falken, Memmingen[13]

## Sport
La società sponsorizza la TTF Liebherr Ochsenhausen. Dal 2005 è sponsor della nazionale di tennis da tavolo. Nel 1997 sponsorizzò Klaus Augenthaler della Grazer AK fino al 2007.